# Moffat
Moffat es una localidad balneario en Dumfries and Galloway, Escocia y un antiguo burgo real. Situada junto al río Annan, cuenta con una población de alrededor de 2500 habitantes. El edificio más insigne de la ciudad es el Moffat House Hotel, diseñado por John Adam. El cercano Star Hotel, de tan solo 6 metros (20 pies) de ancho, cuenta con un récord en el Libro Guinness de los Récords como el hotel más estrecho del mundo. Moffat también ganó la notoria competición “Britain in Bloom” en 1996. Igualmente, es conocida por ser el lugar del que procede un dulce al que da nombre, el tofee de Moffat.

## Historia
Desde 1633 pasó de ser un pequeño pueblo a una popular ciudad balneario. Se creía que las aguas sulfurosas y salinas de Moffat tenían propiedades curativas, especialmente para afecciones de la piel, gota, reumatismo y molestias gástricas.

## Turismo
El pueblo atrae a muchos turistas durante todo el año, tanto visitantes como excursionistas a las colinas de los alrededores. Entre los comercios distinguidos se cuentan Moffat Toffee y The Edinburgh Woollen Mill, entre los restaurantes y cafés figuran Claudio’s, Arietes, The Rumblin’ Tum, The Balmoral y el galardonado Buccleuch Arms Hotel and Restaurant. El Buccleuch también ha sido distinguidamente premiado con el Gold en Visitscotland's Green Tourism Business Scheme, muchas veces relacionado con las colinas pintorescas de la zona y con la parte rural. 
También posee un parque recreativo con un estanque donde se puede pasear en barca y un monumento conmemorativo al Air ChiefMarshal Hugh Dowding.
Hay un camping oficial llamado Camping and Caravanning Club (para tiendas de campaña, caravanas y autocaravanas) que abre todo el año a partir del 13 de marzo de 2008. Se halla junto al Hammerlands Centre, una combinación de centro de jardinería, tienda de regalos, restaurante, piscifactoría y una zona de juego para los niños con un espacio para animales.
Existe el Gallow Hill para los amantes del senderismo que, a pesar de su nombre, jamás se ha usado para ahorcar a nadie, es mucho más probable que se le haya llamado así debido a la forma de un árbol que se yergue cerca de la cumbre. Moffat también se encuentra a pocos kilómetros del Southern Upland Way, el cual atraviesa Beattock.
Al nordeste de Moffat se sitúa la cascada Grey Mare’s Tail que mide 60 metros de altitud y se extiende por una reserva natural.

## Deporte y ocio
El Moffat Rugby Club tiene jugadores a partir de los 6-8 años de edad. El equipo titular juega en la estructura de liga del Sindicato Escocés de Rugby y actualmente juega en la división West Region. También se les conoce como “the Rams” (los Carneros), en honor a la estatua de High Street. El campo, en propiedad del equipo, se halla en The Holm, en Selkirk Road.
El Moffat Golf Club se fundó en 1884. En 1904, se solicitó a Ben Sayers de North Berwick que diseñase el campo de 18 hoyos actual que se encuentra en lo alto de Coats Hill con vistas al pueblo, a 670 pies sobre el nivel del mar. 